# Мауро Ферари
Мауро Ферари (итал. Mauro Ferrari; рођен 7. јула 1960) је италијански нанонаучник и академик, инострани члан састава Српске академије наука и уметности од 8. новембра 2018.

## Биографија
Завршио је основне студије математике на Универзитету Падова 1985, магистратуру и докторат из механичког инжењерства на Универзитету Калифорније 1989. и основне студије медицине на Државном универзитету Охајо 2004. године. Радио је као асистент на Универзитету Калифорније од 1991, као ванредни професор од 1996, као редовни професор на Државном универзитету Охајо од 1998, као председник и извршни директор на Методист истраживачком институту у Хјустону, као председник Европског истраживачког савета од 2020. и као специјални стручњак за нанотехнологију на Националном институту за рак 2003—2005. и имао је кључну улогу у успостављању алијанса за нанотехнологију у раку 2004. Главни је уредник Biomedical Microdevices: BioMEMS аnd Biomedical Nanotechnology. Инострани је члан Националне академије наука Републике Италије, Европске академије наука, Папске академије за живот, Америчког института за медицинско и биолошко инжењерство од 2008, Америчког удружења за унапређење науке од 2009, Америчког института за медицинско и биолошко инжењерство, Америчког друштва машинских инжењера, Америчког физичког друштва, Америчког удружења за истраживање рака, Друштва за контролисано ослобађање од 2011, Друштва за биомедицинско инжењерство и Међународно друштво за биомедицинску нанотехнологију. Добитник је награде оснивача Друштва за контролисано ослобађање 2011, почасног доктората Универзитета у Палерму 2012, медаље Блез Паскал Европске академије наука 2012, почасног доктората Универзитета у Напуљу 2014, медаље Аурел Стодола 2015. и почасног доктората Универзитета Сент Томаса 2017. године. Своју прву супругу је упознао док су студирали на Универзитету у Падови и преселили су се у Беркли. Док је студирао на Универзитету Калифорније супруга му је преминула од рака. Поново се оженио у Италији 1995. године, заједно имају петоро деце, укључујући два пара близанаца.

## Радови
Објавио је више од 350 публикација, укључујући седам књига и 41 патент у Сједињеним Америчким Државама и Европи. Јуна 2020. године је са колегама из лабораторије повукао публикације из часописа Science Advances због различитих дуплирања слика које сугеришу могуће научно погрешно понашање.

### Књиге
- Ferrari M, Granik VT, Imam A, Nadeau J, editors. Advances in Doublet Mechanics. Lecture Notes in Physics, New Series M: Monographs, vol. m 45. Berlin, Heidelberg, New York: Springer Verlag; (1997)  978-3-540-49636-6
- Ferrari M. Micro- and Nanofabricated Electro-Optical Mechanical Systems for Biomedical and Environmental Applications. SPIE, The International Society for Optical Engineering; 1999 Jan.  9780819423894
- Lee A, Lee J, Ferrari M, editors. BioMEMS and Biomedical Nanotechnology. Vol I: Biological and Biomedical Nanotechnology. Springer. (2006)  978-0-387-25842-3
- Ozkan M, Heller M, Ferrari M, editors. BioMEMS and Biomedical Nanotechnology. Vol II: Micro/Nanotechnologies for Genomics and Proteomics. Springer. (2006)  978-0387255644
- Desai T, Bhatia SN, Ferrari M, editors. BioMEMS and Biomedical Nanotechnology. Vol III: Therapeutic Micro/Nanotechnologies. Springer. (2006)  978-1850758600
- Bashir R, Werely S, Ferrari M, editors. BioMEMS and Biomedical Nanotechnology. Vol IV: Biomolecular Sensing, Processing, and Analysis. Springer. (2006)  978-0387255668
- Cristini V, Ferrari M, Decuzzi P, editors. Nanoparticulate Delivery to Cancerous Lesions: Advances in Mathematical Modeling. Ferrari M, series editor. Fundamental Biomedical Technologies. Vol. 2. Springer. April (2010)  978-0387290850

### Чланци из часописа
- Xu R,  . (2016). „An injectable nanoparticle generator enhances delivery of cancer therapeutics”. Nat Biotechnol. 34 (4): 414—8. PMC 5070674 . PMID 26974511. doi:10.1038/nbt.3506.
- Blanco E,  . (2014). „Co-localized delivery of rapamycin and paclitaxel to tumors enhances synergistic targeting of the PI3K/Akt/mTOR”. Molecular Therapy. 22 (7): 1310—9. PMC 4088997 . PMID 24569835. doi:10.1038/mt.2014.27.
- Dave B,  . (2014). „Targeting RPL39 and MLF2 reduce tumor initiation and metastasis in breast cancer by inhibiting nitric oxide syn”. Proceedings of the National Academy of Sciences. 111 (24): 8838—43. PMC 4066479 . PMID 24876273. doi:10.1073/pnas.1320769111 .
- Chen X,  . (2014). „XBP1 promotes triple negative breast cancer by controlling the HIF1α pathway”. Nature. 508 (7494): 103—107. Bibcode:2014Natur.508..103C. PMC 4105133 . PMID 24670641. doi:10.1038/nature13119.
- Parodi A,  . (2013). „Synthetic nanoparticles functionalized with biomimetic leukocyte membranes possess cell-like functions”. Nature Nanotechnology. 8 (1): 61—68. Bibcode:2013NatNa...8...61P. PMC 3751189 . PMID 23241654. doi:10.1038/nnano.2012.212.
- Hall R, Sun T, Ferrari M (2012). „A portrait of nanomedicine and its bioethical implications”. Journal of Law, Medicine & Ethics. 40 (4): 763—779. PMID 23289679. S2CID 16678752. doi:10.1111/j.1748-720X.2012.00705.x.
- Michor F, Liphardt J, Ferrari M, Widom J (2011). „What does physics have to do with cancer?”. Nature Reviews Cancer. 11 (9): 657—670. PMC 3711102 . PMID 21850037. doi:10.1038/nrc3092.
- Ananta JS,  . (2010). „Geometrical confinement of gadolinium-based contrast agents in nanoporous particles enhances T1 contrast”. Nature Nanotechnology. 5 (11): 815—821. Bibcode:2010NatNa...5..815A. PMC 2974055 . PMID 20972435. doi:10.1038/nnano.2010.203.
- Ferrari M (2010). „Vectoring siRNA therapeutics into the clinic”. Nature Reviews Clinical Oncology. 7 (9): 485—6. PMID 20798696. S2CID 41070268. doi:10.1038/nrclinonc.2010.131.
- Evans J (2009). „Five big ideas for nanotechnology”. Nature Medicine. 15 (4): 348. PMID 19349991. S2CID 205377524. doi:10.1038/nm0409-348.
- Ferrari M (2009). „Straight talk with Mauro Ferrari”. Nature Medicine. 15 (7): 716—7. PMID 19584847. S2CID 205380426. doi:10.1038/nm0709-716.
- Gewin, V (2009). „Big opportunities in a small world”. Nature. 460 (7254): 540—1. PMID 19637403. doi:10.1038/nj7254-540a.
- Ferrari M (2008). „Nanogeometry: Beyond Drug Delivery”. Nature Nanotechnology. 3 (3): 131—132. Bibcode:2008NatNa...3..131F. PMID 18654480. doi:10.1038/nnano.2008.46.
- Sanhai W, Sakamoto J, Canady R, Ferrari M (2008). „Seven Challenges for Nanomedicine”. Nature Nanotechnology. 3 (5): 242—244. Bibcode:2008NatNa...3..242S. PMID 18654511. doi:10.1038/nnano.2008.114.
- Cheng M,  . (2006). „Nanotechnologies for Biomolecular Detection and Medical Diagnostics”. Current Opinion in Chemical Biology. 10 (1): 11—19. PMID 16418011. doi:10.1016/j.cbpa.2006.01.006.
- Sanga S, Sinek J, Frieboes H, Ferrari M, Fruehauf J, Christini V (2006). „Mathematical Modeling of Cancer Progression and Response to Chemotherapy”. Expert Review of Anticancer Therapy. 6 (10): 1361—1376. PMID 17069522. S2CID 20253749. doi:10.1586/14737140.6.10.1361.
- Decuzzi P, Lee S, Bhushan B, Ferrari M (2005). „A Theoretical Model for the Margination of Particles within Blood Vessels”. Annals of Biomedical Engineering. 33 (2): 179—190. PMID 15771271. S2CID 1705344. doi:10.1007/s10439-005-8976-5.
- Ferrari M (2005). „Cancer nanotechnology: opportunities and challenges”. Nature Reviews Cancer. 5 (3): 161—171. PMID 15738981. S2CID 340845. doi:10.1038/nrc1566.
- Liotta L, Ferrari M, and Petricoin E (2003). „Clinical proteomics: Written in blood”. Nature. 425 (6961): 905. Bibcode:2003Natur.425..905L. PMID 14586448. S2CID 34755301. doi:10.1038/425905a .

### Патенти
- WO application 201517777, Fine D, Grattoni A, Ferrari M, Liu X, Goodall R, Hosali S, "Therapeutic microdevices and methods of making and using same", published 2015
- US patent 8926994, Ferrari M, Serda R, Meraz IM, Gu J, Xia X, Shen H, Sun T, "Mesoporous silicon particles for the presentation of tumor antigens and adjuvant for anti-cancer immunity", published 2015
- US patent 8685755, Ferrari M, Tasciotti E, Liu X, Bouamrani A, Hu Y, "Combinational multidomain mesoporous chips and a method for fractionation, stabilization, and storage of biomolecules", published 2014
- US patent 8753897, Ferrari M, Cheng MM-C, Cuda G, Gaspari M, Geho D, Liotta L, Petricoin E, Robertson F, Terracciano R, "Nanoporous substrates for the [sic] analytical methods", published 2014
- US patent 8920625, Ferrari M, Liu X, Cheng MC, "Electrochemical method of making porous particles using a constant current density", published 2014
- US patent 8361508, Decuzzi P, Ferrari M, "Endocytotic Particles", published 2013
- US patent 8480637, Ferrari M, Liu X, Grattoni, Fine D, Goodall R, Hosali S, Medema R, Hudson L, "Nanochanneled device and related methods", published 2013
- US patent 8563022, Decuzzi P, Ferrari M, "Particles for cell targeting", published 2013
- US patent 8568877, Ferrari M, Liu X, Chiappini C, Fakhoury JR, "Porous and non-porous nanostructures", published 2013
- US patent 8173115, Ferrari M, Decuzzi P, "Particle compositions with a pre-selected cell internalization mode", published 2012
- US patent 7993271, Liu J, Ferrari M, Rokhlin SI, Sedmark DD, "System and method for screening tissue", published 2011
- US patent 6355270, Ferrari M, Dehlinger PJ, Martin FJ, Grove CF, Friend DR, "Particles for oral delivery of peptides and proteins", published 2002
- US patent 6405066, Essenpreis M, Desai TA, Ferrari M, Hansford DJ, "Implantable analyte sensor", published 2002
- US patent 6015559, Keller CG, Ferrari M, "High vertical aspect ratio thin film structures", published 2000
- US patent 6044981, Chu WH, Ferrari M, "Microfabricated filter with specially constructed channel walls and containment well, and capsule constructed with such filters [II]", published 2000
- US patent 6107102, Ferrari M, "Therapeutic microdevices and methods of making and using same", published 2000
- US patent 5985164, Chu WH, Ferrari M, "Method for forming a filter", published 1999
- US patent 5893974, Keller CG, Ferrari M, "Microfabricated capsules for immunological isolation of cell transplants", published 1999
- US patent 5938923, Tu J, Ferrari M, "Microfabricated filter and capsule using a substrate sandwich", published 1999
- US patent 5948255, Keller CG, Ferrari M, "Microfabricated particle thin film filter and method of making it", published 1999
- US patent 5985328, Chu WH, Ferrari M, "Micromachined porous membranes with bulk support [II]", published 1999
- US patent 5770076, Chu WH, Ferrari M, "Micromachined capsules having porous membranes and bulk supports [I]", published 1998
- US patent 5798042, Chu WH, Ferrari M, "Microfabricated filter with specially constructed channel walls and containment well, and capsule constructed with such filters [I]", published 1998